# Tragic Kingdom
A Tragic Kingdom a No Doubt amerikai együttes harmadik albuma, amelyet 1995-ben adtak ki.

## Számok
1. Spiderwebs (Gwen Stefani, Tony Kanal) – 4:28
2. Excuse Me Mr. (G. Stefani, Tom Dumont) – 3:04
3. Just a Girl (G. Stefani, Dumont) – 3:29
4. Happy Now? (G. Stefani, Dumont, Kanal) – 3:43
5. Different People (Eric Stefani, G. Stefani, Kanal) – 4:34
6. Hey You (G. Stefani, Kanal) – 3:34
7. The Climb (E. Stefani) – 6:37
8. Sixteen (G. Stefani, Kanal) – 3:21
9. Sunday Morning (Kanal, G. Stefani, E. Stefani) – 4:33
10. Don’t Speak (E. Stefani, G. Stefani) – 4:23
11. You Can Do It (G. Stefani, E. Stefani, Dumont, Kanal) – 4:13
12. World Go 'Round (Kanal, G. Stefani) – 4:09
13. End It on This (G. Stefani, Dumont, Kanal, E. Stefani) – 3:45
14. Tragic Kingdom (E. Stefani) – 5:31

## Előadók

### No Doubt
- Gwen Stefani – vokál
- Tom Dumont – gitár
- Tony Kanal – basszusgitár
- Adrian Young – ütőhangszer, dob

### Egyéb tagok a turnékon
- Phil Jordan – trombita
- Gabrial McNair – billentyűk, harsona
- Stephen Bradley – billentyűk, trombita

### Egyéb tagok
- Bill Bergman – szaxofon
- Aloke Dasgupta – szitár
- Melissa "Missy" Hasin – cselló
- Nick Lane – harsona
- Les Lovitt – trombita
- Stephen Perkins – acél dob
- Greg Smith – baritonszaxofon
- Matthew Wilder – billentyűk

## Külső hivatkozások
- No Doubt Hivatalos honlap